# 小行星6658
小行星6658（6658 Akiraabe）是一颗绕太阳运转的小行星，为主小行星带小行星。该小行星于1992年11月18日发现。

## 轨道参数
小行星6658的轨道半长轴为2.2906022 UA，离心率为0.076。